# Maria Beasley

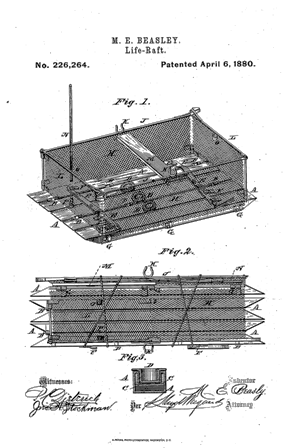
Maria Beasley patente de balsa de la vida, 6 de abril de 1880.

Maria E. Beasley, antes Maria Kenny, (Carolina del Norte, 1836-1913) fue una empresaria emprendedora e inventora estadounidense. Posee quince patentes diferentes en los Estados Unidos y dos en Gran Bretaña.
Es conocida por sus inventos, como las máquinas para fabricar barriles y dos modelos de bote salvavidas mejorados, usados entre otros por el Titanic. También creó calentadores de pies, sartenes, dispositivos antidescarrilamiento para trenes y otros inventos

## Biografía

### Vida privada
Beasley nació como Maria Beasley en 1836 en Carolina del Norte, Estados Unidos, y se sabe poco de su educación. No está claro cómo se inspiró para convertirse en inventora, aunque hay quien especula que fue influenciada por la Exposición del Centenario (y específicamente por el Pabellón de la Mujer) en 1876. Se casó con Samuel Beasley en 1865, dirigiendo la gestión de la casa además de su negocio y sus actividades creativas. Los Directorios de Filadelfia de 1880-1890 (con una interrupción en 1887) la citan en sus listas como costurera, a pesar de que ella presentó varias patentes y desarrolló un negocio de fabricación de barriles durante ese tiempo.

### Inventos
La primera patente de Beasley se concedió en 1878. Luego había inventado una máquina de aros de barril, que mostró en la Exposición Mundial de la Industria y el Algodón de 1884.
La máquina de encordado de barricas de Beasley fue diseñada para acelerar la fabricación de barricas, permitiendo producir 1.500 barricas al día. La máquina de enganche de barriles de Beasley le hizo ganar bastante dinero, con la revista Evening Star escribiendo en 1889 que «hizo una pequeña fortuna con una máquina para la fabricación de barriles». Su invento podía hacer 1.500 barriles al día.
Los otros inventos de Beasley incluían calentadores de pies, sartenes, dispositivos antidescarrilamiento para trenes y dos diseños mejorados de bote salvavidas, que también fueron patentados en Gran Bretaña. Sus botes salvavidas fueron usados en el Titanic.

#### Máquinas de fabricación de barriles
A partir de 1878, Beasley recibió una serie de ocho patentes para el proceso de fabricación de barriles. Estas incluían seis patentes mecánicas, incluyendo dos máquinas de fabricación de barriles con etiquetas simples, dos para el manejo del aro, una para la configuración del barril y una para la formación de la duela del barril.
Expuso una máquina para fabricar barriles en la Exposición Mundial de la Industria y el Centenario del Algodón en Nueva Orleáns en 1884. Sus inventos atrajeron a las refinerías de azúcar y petróleo, y las regalías de los contratos que implicaban el uso de su máquina de enganche de barriles ascendían a 20.000 dólares anuales. Algunos informes también sugieren que ella misma dirigía un negocio de fabricación de barriles, además de los contratos que tenía con las compañías azucareras y petroleras.

#### La balsa salvavidas
Después de su éxito en la industria de fabricación de barriles, Beasley intentó crear una balsa salvavidas mejorada que fuera «a prueba de fuego, compacta, segura y fácil de lanzar». Inventó este nuevo diseño en 1880 (la imagen no está disponible debido a los derechos de autora).
Su nuevo diseño incluía barandillas que rodeaban la balsa y flotadores rectangulares de metal. Este diseño es capaz de plegar y desplegar, por lo que es fácil de guardar, incluso con los rieles. Antes del diseño de Beasley, las balsas salvavidas eran típicamente tablas de madera planas. Los conceptos de barandillas y de tamaño reducido para el almacenamiento siguen siendo utilizados hoy en día, si bien sus diseños exactos quedaron anticuados hace mucho tiempo.
El bote salvavidas de Beasley jugó un papel crítico en el hundimiento del Titanic. El R.M.S. Titanic era un barco de pasajeros británico que zarpó el 15 de abril de 1912.
Durante su primer viaje de Reino Unido a Nueva York, en Estados Unidos, el barco chocó con un iceberg y se hundió en el Océano Atlántico. De las más de 2.000 personas a bordo, más de 1.000 desaparecieron. Sin embargo, el barco llevaba 20 de los botes salvavidas de Beasley, lo que permitió que 706 hombres, mujeres, niñas y niños sobrevivieran y se mantuvieran a salvo hasta que llegó la ayuda.